# Perth (Ausztrália)
Perth (IPA: [pɜːθ] kiejtéseⓘ) Nyugat-Ausztrália fővárosa és legnagyobb települése. Egyúttal Ausztrália negyedik legnépesebb városa: a legutóbbi becslések szerint mintegy 1,9 millióan élnek a perthi metropolisz területén. A város a nyugat-ausztráliai Délnyugati Kataszteri Divízióhoz tartozik, míg Perth metropolisz területének a nagyobb része a Swan folyó parti síkján fekszik, ami egy keskeny földsáv az Indiai-óceán és a Darling Scarpnak nevezett, a parti síkságból kisebb magasságba kiemelkedő dombvonulat között. A telepesek először Swan mentén fekvő területeket foglalták el, ennek megfelelően a város központi üzleti negyede és a kikötő (Fremantle) egyaránt a folyóparton helyezkedik el. Hivatalosan Perth városát számos önkormányzat alkotja, melyek külön-külön is több városrészre terjednek ki az északi Two Rockstól délen Rockinghamig, illetve a keleten, a szárazföld felé a The Lakes nevű településig.
Perthet James Stirling alapította 1829-ben, a település a Swan menti kolónia közigazgatási központjaként működött, majd 1856-ban városi rangot nyert (mára ez az eredeti cím a szűkebb értelemben vett City of Perth önkormányzati területre szállt át). A város a nevét az akkori brit gyarmati ügyekért felelős miniszter, Sir George Murray kívánságára szülővárosa, a skóciai Perth után kapta. A város népessége számottevően nőtt a 19. század második felében a nyugat-ausztráliai aranylázak következtében, ekkor nagy számban érkeztek telepesek elsősorban Ausztrália keleti tartományaiból. A második világháború alatt Fremantle-ben volt a csendes-óceáni hadszíntéren szolgáló tengeralattjárók egyik bázisa, az Egyesült Államok haditengerészetének Catalina hidroplánokból álló flottája a Matilda-öbölben állomásozott. A háborút követően a városba túlnyomórészt Nagy-Britanniából, Görögországból, Olaszországból és Jugoszláviából érkező bevándorlóknak köszönhetően gyorsan nőtt a népesség. Majd a 20. század végén és a 21. század elején ezt követte a gazdaság meglódulása a bányaipar több, időszakos fellendülése nyomán, ami Perthöt az államban és annak környezetében működő, több nagy bányavállalat regionális központjává tette.
Nyugat-Ausztrália fővárosaként Perthben található az állam Parlamentje és Legfelsőbb Bírósága, valamint a kormányzói palota, Nyugat-Ausztrália kormányzójának a rezidenciája. Perth a világ számára a „fény városaként” vált ismertté, 1962-ben ugyanis, amikor az amerikai űrhajós, John Glenn a földkörüli pályán lévő Friendship 7 fedélzetén elhaladt a város felett, a város lakói egyszerre világították ki házukat és az utcákat. Majd ugyanez megismétlődött 1998-ban: ekkor Glenn a Space Shuttle program részeként a Discoveryn repült el a város felett. Perth az Economist Intelligence Unit 2013-as rangsora szerint a világ kilencedik legélhetőbb városa, illetve 2010-ben a globalizációs és a világvárosokat érintő jelenségeket kutató tudományos hálózat, a Globalization and World Cities Research Network a világvárosok közé sorolta.

## Történelem

### Őslakos történelem
Az európai gyarmatosítás előtt a területet a Noongar népcsoporthoz tartozó Whadjuk törzs tagjai lakták több mint 40 000 éven keresztül, amit a Swan felső szakaszáról előkerült, régészeti leletek igazolnak. Az ausztrál őslakosok e csoportja Nyugat-Ausztrália délnyugati szegletében élt, elsősorban vadászó–gyűjtögető életmódot folytatott. A Swan parti síkján lévő vizes–mocsaras terület különösen fontos volt számukra, kiemelt szerepet kapott a helyi mitológiában, egyúttal élelemszerző helyként szolgált. A Noongar népcsoport életében lényeges helyet foglaltak még el a környező szigetek: a Rottnest-sziget, Carnac-sziget és Garden-sziget, mintegy 5000 évvel ezelőtt ugyanis a tengerszint olyan alacsonyan állt, hogy gyalogszerrel is el lehetett érni a ma az Indiai-óceánból előbukkanó mészkősziklákat.
A mai Perth területét az 1827-ben, az európaiakkal való első kapcsolatfelvétel idején ott élő őslakosok Boorloonak nevezték. Boorloo a Yellagonga csoport Mooro elnevezésű földjeihez tartozott. Ez utóbbi közösség a Swan partján élő, együttesen Whadjuként ismert őslakos törzs egyike volt. A Whadjuk törzs egy legalább 13 törzsből álló népcsoport délkeleti, Noongar nevű – esetenként Bibbulmun elnevezésű – szociolingvisztikai tömbjét alkotta (saját nyelvükön a Noongar jelentése „az emberek”). 2006. szeptember 19-én az ausztrál szövetségi bíróság a Bennell v State of Western Australia [2006] FCA 1243 ügyben olyan döntést hozott, melyben elismerte a Noongar népcsoport ősi tulajdonjogát Perth metropolisz területére. Az ítéletet utóbb a fellebbviteli bíróság megváltoztatta.

### Az első európaiak
Európaiként a területet elsőként – legalábbis az írásos források tanúsága szerint – a holland hajóskapitány Willem de Vlamingh és legénysége pillantotta meg 1697. január 10-én. Aztán 1829-ig más európaiak is eljutottak Nyugat-Ausztrália partjáig, de Vlamingh megfigyeléseihez hasonlóan a területet barátságtalannak, és – ami még ennél is fontosabb – a letelepüléshez szükséges mezőgazdasági termelésre alkalmatlannak tekintették.

### Swan menti kolónia

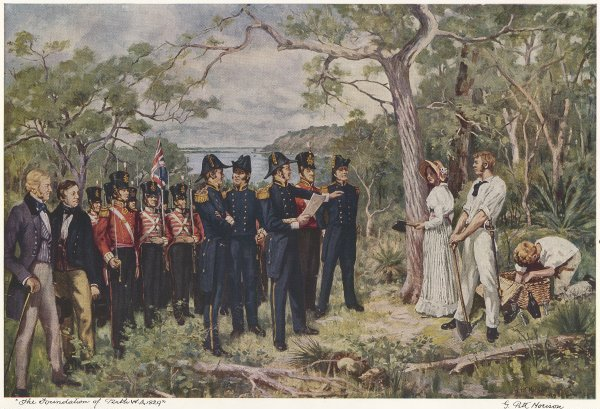
George Pitt Morison festménye, a Perth alapítása, 1829 történeti hitelességgel jeleníti meg Perth város alapításának hivatalos ceremóniáját

Habár a brit hadsereg már 1826-ban állomást létesített Nyugat-Ausztrália délnyugati partján, a mai Albany közelében lévő King George-tengerágnál – az a hír járta ugyanis, hogy a franciák a terület bekebelézésére készülnek –, végül Perth lett az első, európaiak által alapított, polgári település a kontinens nyugati harmadán. A brit gyarmat hivatalos megnevezése már 1832-ben Nyugat-Ausztrália volt, bár még sok éven keresztül inkább Swan menti kolóniaként emlegették a terület fő vízfolyása után.
A szárazföldet az újonnan érkező brit gyarmatosítók 1829. június 4-én pillantották meg – azóta minden év június első hétfőjén tartják Nyugat-Ausztrália megalapításának ünnepét. James Stirling kapitány még a Parmelia háromárbócos fedélzetén kijelentette, hogy Perth „szépségéhez foghatót fajtájában korábban ritkán látott”. Később, augusztus 12-én a város alapításának újabb szimbolikus aktusaként a második hajó, a Sulphur kapitányának a felesége, Helen Dance kivágott egy fát a leendő település helyén.
Egyértelmű, hogy Stirling a jövőbeli főváros számára a Perth nevet már jóval a település alapításának bejelentése előtt kiválasztotta, ugyanis az új gyarmat létrejöttét kihirdető, 1829. június 18-án, Fremantle-ben felolvasott nyilatkozat úgy végződik, hogy "saját aláírásommal és pecsétemmel ellátva Perthben, a mai 1829. június 18. napon. James Stirling, alkormányzó". A név eredetéről az egyetlen korabeli forrás John Fremantle augusztus 12-i naplóbejegyzése, mely szerint a "a város a Perth nevet Sir George Murray kívánságára kapta". Murray a skóciai Perthben született, és 1829-ben brit gyarmati ügyekért felelős miniszterként és a Brit Parlamentben Perthshire választókörzetet képviselő alsóházi tagként ténykedett. Murray tiszteletére a várost a skóciai Perth után keresztelték el.
1831-től kezdve a brit telepesek és a Noongar őslakosok közötti ellenségeskedések – elsősorban a szemben álló felek egyaránt nagy területekre kiterjedő, földhasználati gyakorlata ütközött egymással – számottevően fokozódott a kolónia növekedésével. A régió történelmének e véres szakasza zárásaként a britek felülkerekedtek az őslakos csoportokon, kivégezték a Midgegooroo Whadjuk vezetőt, akinek fia, Yagan 1833-ban vesztette életét, majd 1834-ben sor került az öldöklésbe torkolló pinjarrai csatára.
1843-tól, az őslakos vezető, Yellagonga halálát követően a törzs egysége bomlásnak indult, amit felgyorsított az, hogy az őslakosokat megfosztották a Perth elsődleges települési részeinek környezetében lévő földjeiktől. Olyan, a településtől északra fekvő mocsaras, tavakkal szabdalt területekre húzódtak vissza, mint a mai Hyde Park, akkori nevén Third Swamp vagy Boodjamooling. A Boodjamooling továbbra is a fő táborhelyet jelentette a perthi régióban maradt Noongar népcsoportbeliek számára, amin immár utazókkal, vándor árusokkal és más otthontalanokkal kellett osztozniuk. Az 1890-es évekbeli aranyláz idején hozzájuk nagy számban csatlakoztak az aranymezőkre tartó bányászok.
1850-től az olcsó munkaerő szűkében lévő gazdálkodók és üzletemberek kérésére fegyenceket kezdtek szállítani Nyugat-Ausztráliába is. Viktória brit királynő 1856-ban adományozott Perthnek városi rangot.

### Az államszövetségben
Az 1900-as népszavazást követően Nyugat-Ausztrália 1901-ben csatlakozott az Ausztrál Államszövetséghez. Az Ausztrália nyugati részén fekvő gyarmat utolsóként, és csak azt követően lépett be a föderációba, hogy számára a többi kolónia több engedményt és ígéretet tett, például hogy a kontinenst átszelő vasútvonalat építenek a dél-ausztráliai Port Augustából Kalgoorlie-ba, hogy Perthöt összekapcsolják a keleti államokkal.
1933-ban népszavazást tartottak Nyugat-Ausztráliának az Ausztrál Államszövetségtől való elszakadásáról, amin a szavazók kétharmada az elszakadás mellett voksolt. Mindazonáltal egy, alig valamivel a népszavazás előtt tartott választás megbuktatta a hivatalban lévő, „függetlenségpárti” kormányt, így azt a függetlenségi mozgalmat nem támogató kabinet váltotta fel. Ettől függetlenül az új kormány tiszteletben tartotta a népszavazás eredményét, és az állam függetlenségét feliratban kérte is az Egyesült Királyság állandó gyarmatügyi megbízottjától, aki azonban a kérést egyszerűen figyelmen kívül hagyta.
Perth fejlődését és viszonylagos jólétét, különösen az 1960-as évek közepétől kezdve, elsősorban annak köszönhette, hogy a város otthont adott az államnak a természeti erőforrások kiaknázására – az arany, vasérc, nikkel, bauxit, gyémánt, ritka ásványok és földfémek, valamint szén, kőolaj és földgáz bányászatára – alapozó iparához kapcsolódó szolgáltatásoknak. Miközben az ásványi anyagok és szénhidrogének kitermelése az állam más területein zajlik, Perthben a háttérszolgáltatások biztosítják a lakosság jelentős részének a munkáját és jövedelmét.

## Földrajz

### Földtani és tájképi jellemzők
Perth a Swan partján terül el; magát a folyót, Willem de Vlamingh, a Nyugat-Ausztrália partjaiig expedíciót vezető holland hajóskapitány és egyébként a Rottnest-sziget névadója keresztelte el 1697-ben az itt őshonos fekete hattyúról. A vízfolyást a terület őslakos népessége hagyományosan Derbarl Yerrigannak hívta. A városközpont és a kerületek többsége a Swan homokos és viszonylag sík karakterű parti síkján fekszik, a Darling Scarp dombvonulata és az Indiai-óceán között. Ezen a területen a talaj meglehetősen terméketlen. A szélesebb értelemben vett metropolisz az óceánparton, az északi Two Rocks és a déli Singleton között húzódik, e két településrész távolsága egymástól körülbelül 125 km. Az óceánparttól keletre tartva Mundaring mintegy 50 kilométer után érhető el. A perthi metropolisz teljes területe 5386,4 km².

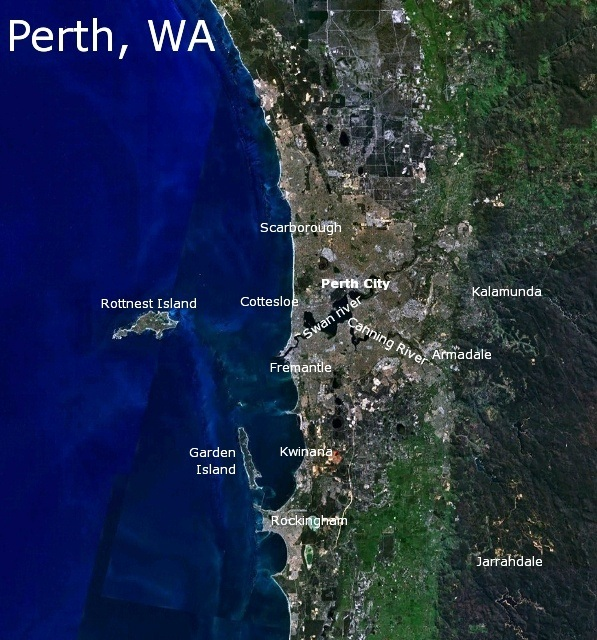
Műholdkép Perthről

Perth nagy része eredetileg a nyugati Herdsman-tótól a keleti Claisebrook-öbölig húzódó édesvízi tavakkal, mocsaras területekkel szabdalt földsávon épült.
A parti városrészek kedvező elhelyezkedését alapvetően meghatározza Perthnek az óceánparthoz való közelsége és a tiszta strandok elérhetősége. Keletre a várost kis magasságú dombvonulat, a Darling Scarp határolja. Perth a nagy tömegű homokos talajnak és mélyen található alapkőzetnek köszönhetően jórészt sík és lankás területen fekszik. A metropoliszt két nagyobb folyórendszer érinti: az egyikhez a Swan és a Canning tartozik, míg a másik a Mandurah közelében a Peel-torkolatba ömlő Serpentine és Murray folyók párosa.

### Éghajlat
Perthben mérsékelt mennyiségű csapadék esik, az is erősen szezonális eloszlást mutat, jóllehet ezzel Perth a negyedik legcsapadékosabb főváros Darwin, Sydney és Brisbane után. A decembertől március végéig tartó nyár általában forró és száraz, rendszerint a február az év legforróbb hónapja, míg a tél viszonylag hűvös és csapadékos, amivel Perth klímája jellegzetesen mediterrán éghajlati jegyeket mutat. A nyár sem teljesen mentes a csapadéktól: rövid, heves zivatarok formájában kap a város esőt, illetve gyengébb hidegfrontok és – bár meglehetősen ritkán – Nyugat-Ausztrália északnyugati részéről érkező, már erejüket veszítő trópusi ciklonok jelentős mennyiségű csapadékkal érkezhetnek Perthbe. A Perthben valaha mért legmagasabb hőmérséklet 46,2 °C volt 1991. február 23-án, illetve ugyanazon a napon a perthi repülőtéren 46,7 °C-t mértek. A nyári délutánok többségén a "Fremantle doctor" néven ismert parti szél délnyugati irányból fúj, így ellensúlyozza a forró északkeleti légáramlatokat, és enyhíti a városban a hőséget. Néhány órával a széljárás változását követően a hőmérséklet gyakran 30 °C alá esik. Perth mediterrán éghajlatához képest is különösen napfényes városnak számít, a napsütéses órák számának napi átlaga 8,8 óra, ami éves szinten mintegy 3200 óra napfényes órát jelent.
A tél viszonylag hűvös és csapadékos, Perth éves csapadékának többsége május és szeptember között hullik. A Perthben feljegyzett legalacsonyabb hőmérséklet 2006. június 17-én –0,7 °C volt. A metropolisz területén a legalacsonyabb hőmérsékletet, –3,4 °C-t a jandakoti repülőtéren lehetett mérni ugyanazon a napon.
Az 1970-es évek közepe óta a Perthben és Nyugat-Ausztrália délnyugati részében a csapadékeloszlás számottevő változáson ment keresztül. A megfigyelések szerint a téli csapadékmennyiség lényeges mértékben csökkent, miközben a nyári hónapokban nagyobb számban fordulnak elő szélsőséges csapadékmennyiséggel jellemezhető időjárási események, mint az 1992. február 8-i lassan mozgó vihar, mely során 120,6 mm eső esett – ez a valaha mért legnagyobb csapadékmennyiség Perthben, –, valamint a 2010. március 22-i súlyos eső és jégverés, amely jelentős károkat okozott a teljes metropolisz területén.
| Hónap                                                                                            | Jan. | Feb. | Már. | Ápr. | Máj. | Jún. | Júl. | Aug. | Szep. | Okt. | Nov. | Dec. | Év   |
| ------------------------------------------------------------------------------------------------ | ---- | ---- | ---- | ---- | ---- | ---- | ---- | ---- | ----- | ---- | ---- | ---- | ---- |
| Rekord max. hőmérséklet (°C)                                                                     | 45,8 | 46,2 | 42,4 | 37,6 | 34,3 | 28,1 | 26,3 | 27,8 | 32,7  | 37,3 | 40,3 | 44,2 | 46,2 |
| Átlagos max. hőmérséklet (°C)                                                                    | 31,0 | 31,4 | 29,7 | 25,8 | 22,4 | 19,3 | 18,4 | 18,9 | 20,2  | 23,2 | 26,3 | 29,0 | 24,6 |
| Átlaghőmérséklet (°C)                                                                            | 24,5 | 24,9 | 23,1 | 19,7 | 16,5 | 14,0 | 13,0 | 13,5 | 14,8  | 17,3 | 20,3 | 22,7 | 18,7 |
| Átlagos min. hőmérséklet (°C)                                                                    | 18,0 | 18,3 | 16,6 | 13,7 | 10,6 | 8,7  | 7,7  | 8,1  | 9,5   | 11,4 | 14,2 | 16,4 | 12,7 |
| Rekord min. hőmérséklet (°C)                                                                     | 8,9  | 8,7  | 6,3  | 4,1  | 1,3  |      | 0,0  | 1,3  | 1,0   | 2,2  | 5,0  | 7,9  | 0,0  |
| Átl. csapadékmennyiség (mm)                                                                      | 10   | 13   | 19   | 44   | 117  | 175  | 169  | 133  | 81    | 52   | 22   | 13   | 848  |
| Napi napsütéses órák száma                                                                       | 12   | 11   | 10   | 8    | 7    | 6    | 6    | 7    | 8     | 10   | 11   | 12   | 9    |
| Forrás: Bureau of Meteorology Temperatures: 1993–2012; Extremes: 1897–2012; Rain data: 1876–2012 |      |      |      |      |      |      |      |      |       |      |      |      |      |

### Elszigeteltség
Perthhöz a legközelebbi nagyváros, melynek népessége meghaladja a 100 000 főt, a dél-ausztráliai Adelaide – a két város egymáshoz viszonyított távolsága 2104 km. A híres útikönyvszerző, Bill Bryson szerint Perth a Földön a legfélreesőbb város, amit azzal támaszt alá, hogy a perthi metropolisz önmagában népesebb, mint Perthön kívül teljes Nyugat-Ausztrália, az Északi terület és Dél-Ausztrália Adelaide-től nyugatra eső része együtt. Jóllehet más számítások azt mutatják, hogy a San Franciscótól 3841 km-re fekvő Honolulu (népesség: 900 ezer fő), vagy az új-dél-walesi Sydney-től 2153 km-re lévő Auckland (népesség: 1,5 millió fő) Perthnél is elszigeteltebb települések.
Perth földrajzi értelemben egyaránt közelebb található a kelet-timori Dilihez (2785 km) és az indonéziai Jakartához, (3002 km), mint Sydney-hez (3291 km), a queenslandi Brisbane-hez (3604 km) vagy az Ausztráliai fővárosi terület Canberrájához (3106 km).

## Népesség
Perth Ausztrália negyedik legnépesebb városa, Adelaide-et a lélekszám tekintetében az 1980-as évek elején előzte meg. A 2006-os népszámlálás alapján Perth statisztikai területén belül 1 445 079 lakos élt. 2011-ben a metropolisznak körülbelül 1,83 millió lakosa volt. 2013-ban a népesség a becslések szerint meghaladta a 2 milliót.

### Etnikai csoportok
| A kontinensen kívül született népesség | A kontinensen kívül született népesség |
| Születés szerinti ország               | Népesség (2006)                        |
| -------------------------------------- | -------------------------------------- |
| Egyesült Királyság                     | 168,483                                |
| Új-Zéland                              | 33,751                                 |
| Malajzia                               | 28,939                                 |
| Olaszország                            | 18,701                                 |
| Dél-Afrika                             | 18,683                                 |
| India                                  | 14,007                                 |
| Szingapúr                              | 11,199                                 |
| Vietnám                                | 10,081                                 |
| Írország                               | 7,706                                  |
| Kína                                   | 7,681                                  |
| Németország                            | 7,617                                  |
| Hollandia                              | 7,570                                  |
| Indonézia                              | 7,392                                  |
| Egyesült Államok                       | 5,524                                  |

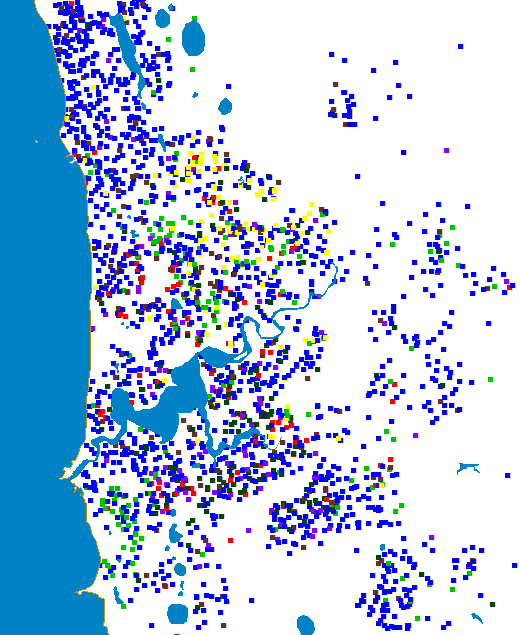
Minden egyes pont – a 2006-os népszámlálás alapján – 100 olyan személyt jelez, aki az Egyesült Királyságban (sötétkék), Kínában (piros), Olaszországban (világoszöld), Malajziában (sötétzöld), Dél-Afrikában (barna), Szingapúrban (lila) és Vietnámban (sárga) született.

2006-ban a perthi metropolisz területén a legnagyobb leszármazási csoportok a következők voltak: angol (534 555 illetve 28,6%), ausztrál (479 174 illetve 25,6%), ír (115 384 illetve 6,2%), skót (113 846 illetve 6,1%), olasz (84 331 illetve 4,5%) és kínai (53 390 illetve 2,9%). A városban 26 700 ausztrál őslakos élt.
Perth népességének egyik figyelemre méltó vonása a Nagy-Britanniában és Írországban született lakosok magas aránya. A 2006-os népszámlálás 142 424 perthi lakóról állapította meg, hogy Angliában született, amivel a város alig marad el Sydney mögött (145 261 fő), jóllehet Perth össznépessége a Sydneyben élő lakosság mindössze 35%-a.
Perth népességének az etnikai összetétele a 20. század második felében megváltozott, ekkor ugyanis nagy számban érkeztek bevándorlók Európa kontinentális részéről. Ezt megelőzően a helyi lakosság szinte kizárólag anglo-kelta etnikai háttérrel bírt. Mivel az 1950-es és 1960-as években Európából érkező hajók számára gyakran Fremantle volt az első ausztrál kikötő, Perthbe a legkülönfélébb – olasz, görög, holland, német, horvát és sok más – származású migráns szállt partra. Perth és Fremantle területén számottevő olasz befolyás érvényesül, ami nyilvánvaló az olyan helyeken, mint a fremantle-i üzletsor, a Cappuccino strip, ahol számos olasz vendéglátóhely és bolt található. Ugyancsak Fremantle-ben tartják az olasz hagyományokat követve a flotta megáldásának ünnepét minden évben a halászati idény kezdetekor. Decemberben Northbridge-ben San Nicola (Szent Miklós) fesztiválra kerül sor, mely során a látványos felvonulást elsősorban olasz nyelven megszólaló koncert követi. A Fremantle körüli kerületekben, például Spearwoodban és Hamilton Hillben szintén magas az olaszok, horvátok és portugálok részaránya. Perthben kisebb zsidó közösség is él – lélekszámuk 2006-ban 5082 volt –, ők elsősorban Kelet-Európából és utóbb Dél-Afrikából vándoroltak ki.
A legutóbbi időben érkezők egyik jellemző hullámát a dél-afrikai fehér kisebbség jelentette. A dél-afrikai származású lakosok 2001-ben váltak a negyedik legnagyobb külföldi csoporttá éppen az Olaszországban születetteket megelőzve. 2006-ra 18 825 dél-afrikai születésű lakos élt Perthben, ami a város népességének az 1,3%-át jelenti. A afrikánereknek és angol felmenőkkel rendelkező afrikaiaknak az 1980-as és 1990-es évektől emigráns tömegeinek köszönhetően a várost a "dél-afrikai száműzöttek ausztráliai fővárosaként" is emlegetik. Perth egyebek mellett azért is válhatott a dél-afrikai fehérek körében ilyen népszerűvé, mert más nagyvárosoknál közelebb fekszik Afrikához, a letelepedéshez bőségesen állnak rendelkezésre szabad területek, továbbá az éghajlat is valamivel melegebb, mint más ausztrál városokban, és ezzel Perth mediterrán klímája a leginkább emlékeztet Fokvároséra.
Az 1970-es évek második fele óta Délkelet-Ázsia a bevándorlók egyre jelentősebb forrását jelenti olyan mára gyökeret vert helyi közösségekkel, mint a vietnámi, maláj, indonéz, thai, szingapúri, hongkongi, szárazföldi kínai és indiai. 2006-ban 53 390 kínai származású személyt számláltak össze Perthben, ami a város népességének a 2,9%-a. Őket a Nyugat-Ausztrália Ausztrál-Eurázsiai Társasága támogatja, ami egyúttal a portugál felmenőkkel rendelkező malajziai bevándorlókat is segíti.
Az indiai közösséghez számottevő, elsősorban Bombay-ből kivándorolt párszi népesség tartozik – Indiához Perth a legközelebb fekvő ausztrál város –, ezzel együtt 2006-ban 14 094 főt, vagyis 0,8%-ot tett ki a város még Indiában született lakosainak a száma. Egyúttal Perth ad otthont a világ legnagyobb angol–burmai népességének; sokan Burma 1948-as függetlenné válását követően telepedtek le itt, így ma a város világszinten is az angol–burmai kultúra központjának számít. Hasonlóképen jelentős Perth angol–indiai népessége, akik a városban India függetlenségének kikiáltását követően telepedtek le.

### Vallás
A legnagyobb vallásként a protestánsok, és ezen belül is az anglikánok adják a népesség 28%-át. Perth a Perthi Római Katolikus Érseki Egyházmegye, valamint a Perthi Anglikán Egyházkerület központja. A népesség 23%-a római katolikus, és ezzel a katolicizmus tekinthető a legnagyobb egységes felekezetnek. Öt perthi lakosból egy nem vallja magát vallásosnak, míg a népesség 11%-a nem nevezi meg vallását. A buddhizmus és iszlám külön-külön 20 ezret meghaladó követővel számol, továbbá Perthben 12 ezer mormon is él, illetve a várost otthont ad az Utolsó Napok Szentjeinek Jézus Krisztus Egyháza által alapított központi templomnak, a Perth Australia Temple-nek. Ausztráliában Perth rendelkezik az egyik legnagyobb, körülbelül 20 ezret számláló zsidó közösségével, az ortodox és haladó zsidóknak egyaránt van zsinagógájuk, sőt a modern ortodoxiára épülő iskolájuk – Carmel School – is. Perth bahái közösségéhez mintegy 1500-an tartoznak. A hinduizmus követőinek száma a városban meghaladja a 20 ezret. A Diváli felvonulás (’fények ünnepe’) 2009-ben szintén 20 ezer feletti látogatót vonzott. Hindu templomok Canning Vale-ben, Anketellben és a Swantól északra találhatók. Ezen kívül Perth a központja a 2012-ben alapított Personal Ordinariate of Our Lady of the Southern Cross személyi ordinariátusnak, aminek fő templomai a városban lévő, Szent Ninianról és Szent Chadról elnevezett templomok.

### Városrészek
A város 30 helyi önkormányzattal rendelkező területre (Local Government Area, LGA), illetve 355 környékre (suburb) oszlik.
| City-k: - Armadale - Bayswater - Belmont - Canning - Cockburn - Fremantle - Gosnells - Joondalup - Kalamunda - Kwinana - Melville - Nedlands - Perth (belváros) - Rockingham - South Perth - Stirling | - Subiaco - Swan - Vincent - Wanneroo Shire-ek: - Mundaring - Peppermint Grove - Serpentine-Jarrahdale Town-ok: - Bassendean - Cambridge - Claremont - Cottesloe - East Fremantle - Mosman Park - Victoria Park |

#### Központi üzleti negyed
Perth központi üzleti negyedét délről és keletről a Swan folyó határolja, a nyugati szélén a Kings Park található, míg északi szegélyén vasútvonalak húzódnak. A helyi és szövetségi állami támogatással egyaránt bíró Perth City Link elnevezésű projekt keretében a vasútvonal egy részét a felszín alá vezetik, így az elmúlt évszázad elkülönültsége után a Perth fő szórakozónegyedének számító Northbridge városrész a központi üzleti negyedből először közelíthető meg közvetlenül. A város sportcsarnoka és egyben rendezvényközpontja, az éppen a két városrészt összekötő területen található Perth Arena egy sor építészeti díjat nyert el. Emellett a Swannak is kisebb öblöt építenek, hogy így hozzák közelebb egymáshoz a várost és a folyót. A mintegy 1,3 millió négyzetméternyi irodaterülettel rendelkező üzleti negyed legnevezetesebb utcája a St Georges Terrace. A kereskedelmi és vendéglátó létesítmények többsége a Hay Streeten és a Murray Streeten találhatók, míg a városban a legmagasabb épület a Central Park, ami egyébként a hetedik legmagasabb épület Ausztráliában. Az utóbbi időben a központi üzleti negyedben összpontosult számos, a bányászat fellendülésével összefüggő fejlesztés, több üzleti beruházás és lakóépület áll befejezés előtt, ideértve az ausztrál–brit bányászati óriás, a BHP Billiton 244 méter magas irodaépületét.

## Igazgatási szervek

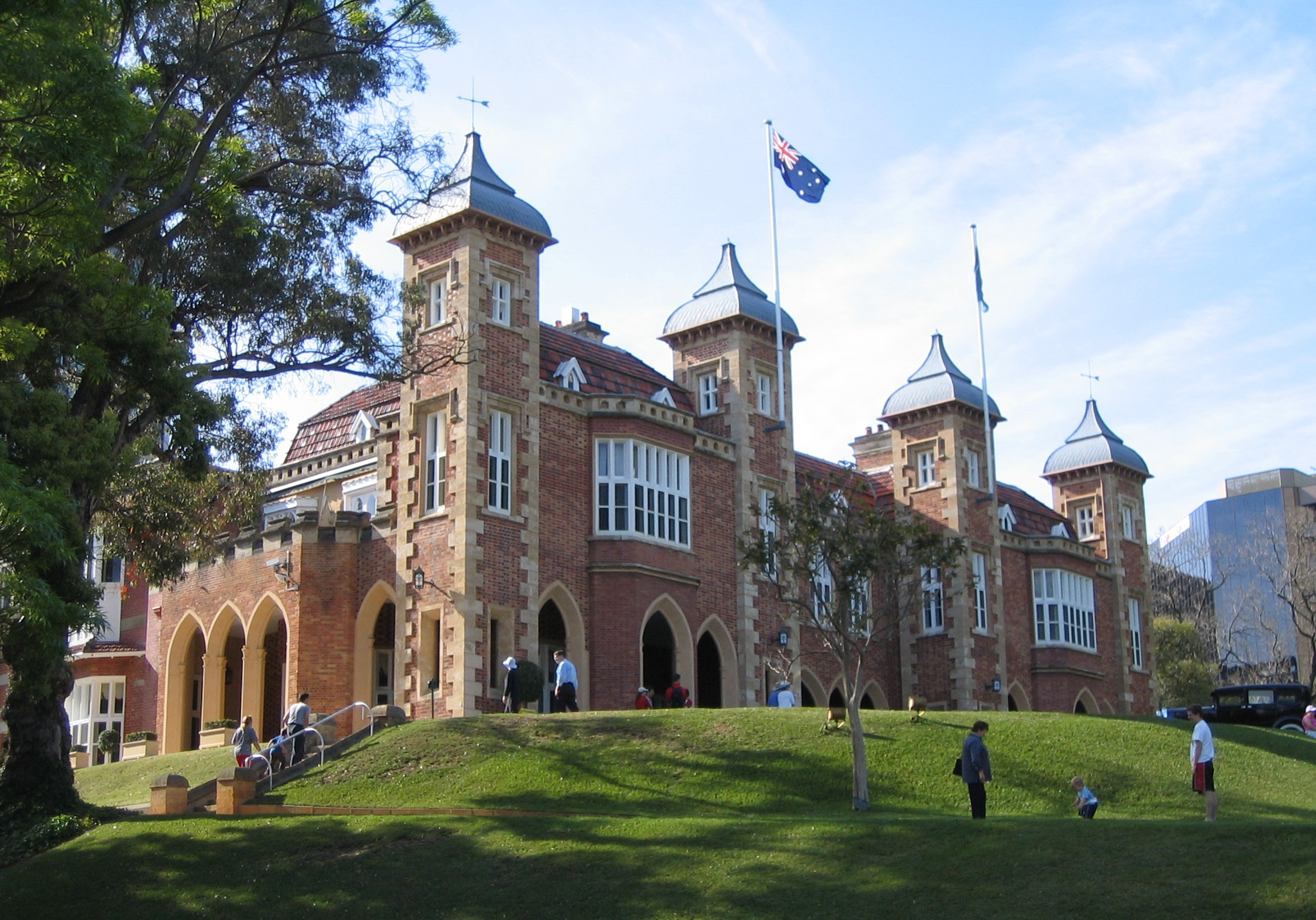
Kormányzói palota, Nyugat-Ausztrália

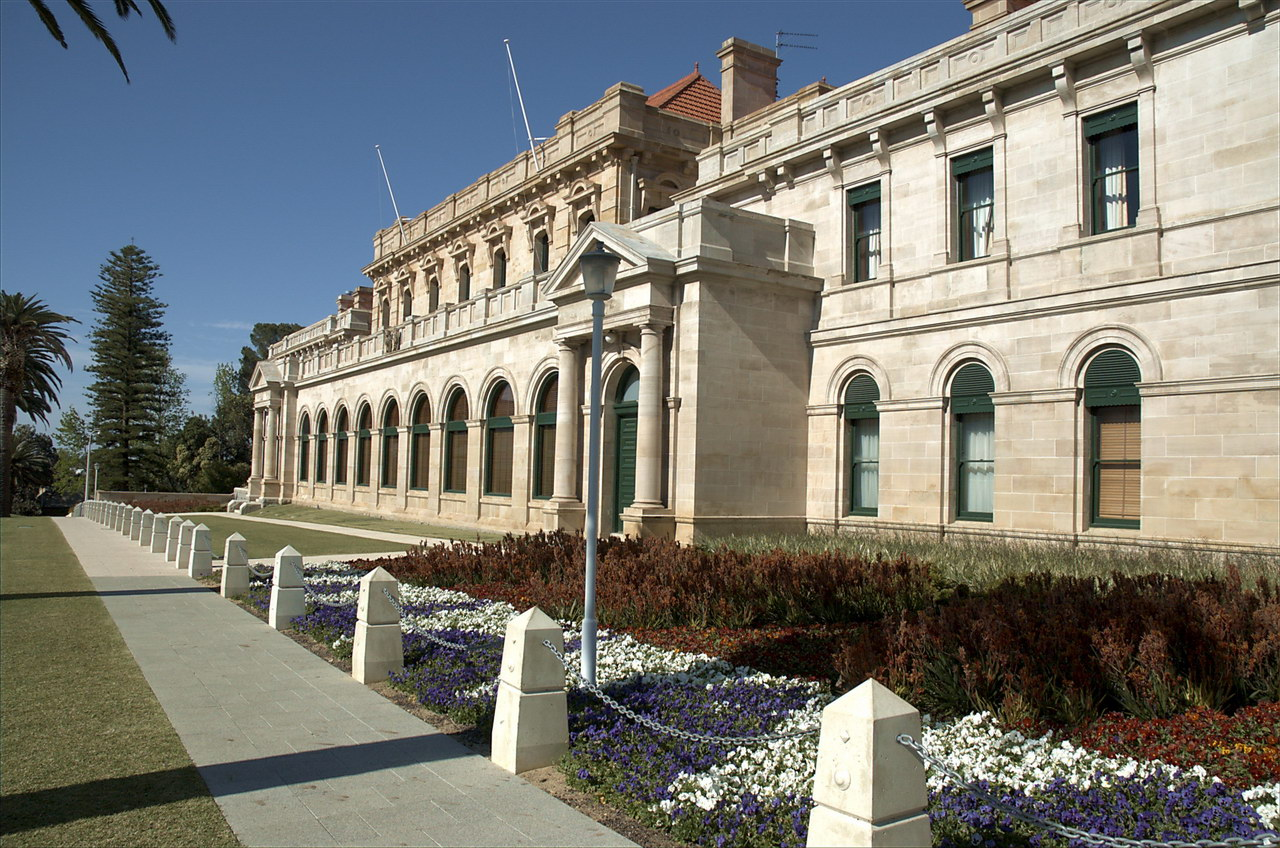
A Parlament épülete, Perth

Perth ad otthont a Nyugat-Ausztrália Parlamentjének és Nyugat-Ausztrália kormányzójának. A 2008-as állami szintű választást követően a törvényhozás alsóházaként működő Törvényhozó Gyűlésben az 59 helyből 42, míg a felsőházi szerepű Törvényhozó Tanácsban a 36 helyből 18 tartozott Perth metropoliszi területéhez. Perth továbbá 9 önálló, valamint három, jelentős részben a városhoz tartozó – Canning, Pearce és Brand választókerületek ugyanis a metropoliszon kívül eső területekre is kiterjednek – hellyel rendelkezik a szövetségi Képviselőházban. A metropolisz területe több mint 30 helyi önkormányzati testület között oszlik meg, ideértve a Perth központi üzleti negyedét igazgató City of Perth önkormányzatot is.
Az állam legmagasabb szintű bírósága, a Legfelsőbb Bíróság szintén Perthben található, az állami szintű Kerületi és Családügyi Bírósággal együtt. Az alsó szintű rendőrbírói hivatal a metropoliszon belül hat helyen működik. Az Ausztrál Szövetségi Bíróság és a szövetségi szintű rendőrbírói hivatalok a perthi Victoria Avenue-n található Nemzetközösségi Bíróságok épületét foglalják el, ahol ezen kívül évente ülésezik Ausztrália Legfelsőbb Bírósága is.
A perthi metropolisz területére vonatkozóan 1963. óta van érvényben a Metropolitan Region Scheme elnevezésű, jogszabályokban előírt területrendezési terv.

## Gazdaság
Népességének, valamint az üzleti világban és kormányzati területen betöltött, igazgatási központ szerepének köszönhetően Perth annak ellenére a nyugat-ausztrál gazdaság súlypontja, hogy egyébként a fő bányászati, olajipari és mezőgazdasági, elsősorban exportra termelő ágazatok az államon belül helyileg máshol működnek. Perth állami szintű fővárosi rangja, gazdasági bázisa és a népesség mérete egyúttal fejlődési lehetőséget kínál számos más, a helyi és egyéb, diverzifikáltabb piacok felé tekintő vállalkozás számára.
Perth gazdaságának fejlődése az 1950-es évektől kezdve a szolgáltatási szektor erősödése irányában mutat. Habár a nyújtott szolgáltatások jelentős része a nyersanyag- és erőforrás-kitermelő iparággal, valamint – bár csökkenő mértékben – a mezőgazdasággal függ össze, a Perthben élők többségét egyik szektor sem érinti; a népesség munkáját tekintve jellemzően a többi perthi lakosnak nyújt szolgáltatásokat.
Perth viszonylagos földrajzi elszigeteltségének köszönhetően soha nem rendelkezett számottevő ipari termelő tevékenységek kialakulásához szükséges feltételekkel; a város termelőipara a helyi népesség, valamint a bányászat, mezőgazdaság és egyes szakosodott területek – mint az utóbbi időkben a vízi járművek gyártása és karbantartása – közvetlen szükségleteit elégíti ki. Mindig is olcsóbb volt a szükséges iparcikkeket a keleti államokból vagy a tengerentúlról importálni.
Perth gazdaságföldrajzát az ipari foglalkoztatás alakította. A második világháborút követően Perth külvárosi területei a gépkocsik tömeges elterjedésével párhuzamosan erőteljesen növekedni kezdtek. A munkaerő decentralizációja és a közlekedés fejlődése utat nyitott a kisebb méretű gyártó létesítmények működésének a külső városrészekben. Több vállalat a külvárosokban – ahol ráadásul parkolási, megközelítési nehézségekkel, dugókkal sem igen kellett számolni – viszonylag olcsón elérhető földterületeket kihasználva tágas, egyszintes üzemeket épített. „A gyártó vállalkozások erős kötődése a lehetőleg központi és/vagy vasút melletti működési helyekhez sokat lazult.”
A háború után jelentek meg az olyan ipartelepek, mint Kwinana, Welshpool és Kewdale, melyek aztán hozzájárultak a folyótól délre letelepedett gyártási tevékenységekhez. Kwinana iparterület kialakulását nagyban segítette a Perthöt Ausztrália keleti részeivel összekötő vasút nyomtávjának szabványosítása. Az 1950-es évek óta ez utóbbi ipari térségre a nehézipar túlsúlya a jellemző, olajfinomító létesítménnyel, nagyolvasztós acélhengerművel, timföldfinomítóval, erőművel és nikkelfinomítóval. A szintén a vasút egységesítésével összefüggő fejlesztésre 1968-ban került sor, amikor a Welshpool iparterület szomszédságában megépült a perthi rendező-pályaudvarokat felváltó Kewdale teherszállítási terminál.
A második világháborút követő, nagyléptékű népességnövekedés nyomán nem csak a termelőtevékenységekben emelkedett a foglalkoztatás, hanem a kis- és nagykereskedelemben, továbbá üzleti szolgáltatások területén, az egészségügyben, oktatásban, közösségi és személyi szolgáltatásokban, a közigazgatásban is. Egyre nagyobb mértékben ezek azok a perthi metropolisz környezetében koncentrálódott szolgáltatási ágazatok, melyek a munkahelyek jó részét teremtik.

## Nevezetességei

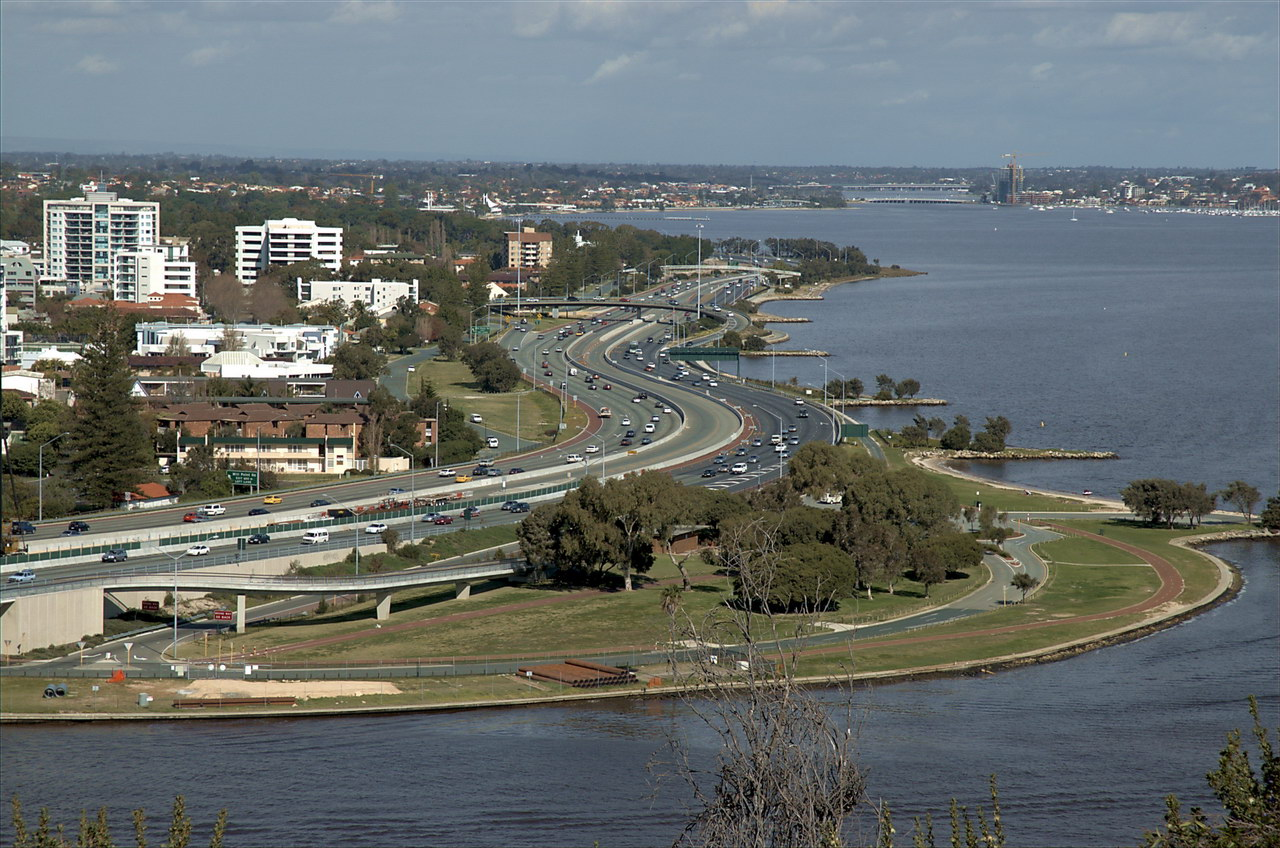
A Kwinana Freeway a Kings Parknál

- A város régi vonzereje a napsütött tengerparti strandok láncolata. Perthben sokszor hónapok telnek el eső nélkül és a strandok végighúzódnak a város és környékének hosszú tengerpartján.
- A Kings Park Perth botanikus kertje, több mint négy hektáron terül el. Területe nagyobb, mint a New York-i Central Park. Tavasszal a Kings Park virágba borul és a szebbnél szebb virágok pompája nagy turistalátványosság.
- Perth állatkertje a Swan túloldalán található, benne a kontinens különleges állatfajai láthatók.
- A Swan Bells, egy harangtorony a Swan folyó partján. Az épületegyüttes egy hajót formáz. A torony harangjai a St. Martin in the Fields templomból valók és az Egyesült Királyság ajándékai Ausztrália gyarmatosításának 200. évfordulója alkalmából.
- A perthi Konferencia és Kiállítási Központ épületét 2004 szeptemberében nyitották meg, tanácskozóterme 2500 küldött befogadására alkalmas.
- A perthi pénzverde egyike az ország két, még működő pénzverdéjének, üzletében különleges arany-, és ezüstérmék, aranyrudak, ékszerek vásárolhatók.
- A Perth körüli szigetek közül különösen a Rottnest-sziget kedvelt turistacélpont. A szigetek általában védett természetvédelmi területek, ahova csak külön engedéllyel lehet belépni. A város és a szigetek közötti mély vizű hajózási csatorna hajóversenyek színhelye.
- A Swan folyó torkolatánál fekvő Fremantle történelmi belvárosa is számos látnivalót kínál. Itt van a Nyugat-Ausztráliai Tengerészeti Múzeum, ahol számos hajó és hajóroncs látható. Egyebek között a több száz éve elsüllyedt holland Batávia hajó maradványai.
- Perthben található Ausztrália legnagyobb víz alatti akváriuma is, mely szintén nagy turistalátványosság.
- A várostól 25 percre északnyugatra található a festői Whiteman Park, mely a Swan völgyének nyugati határán fekszik. A park teljes területe 42 km2 és Lew Whitemannek a természeti értékek neves helyi gyűjtőjének nevét viseli. Több mint 2000 egyedet számláló állatvilága, több mint száz madárfaja és vízi világa védett, a területén levő források adják a nagyváros ívó-vízkészletének 40%-át.
- A Swan-völgyi borvidék a várostól mintegy 16 km-re északra fekszik, ez a legrégibb borvidék Nyugat-Ausztráliában. Több mint 35 pincészete, számos étterme, vendéglője van.
- Itt született Rob Swire is, aki a Pendulum együttes frontembere.

## Közlekedés

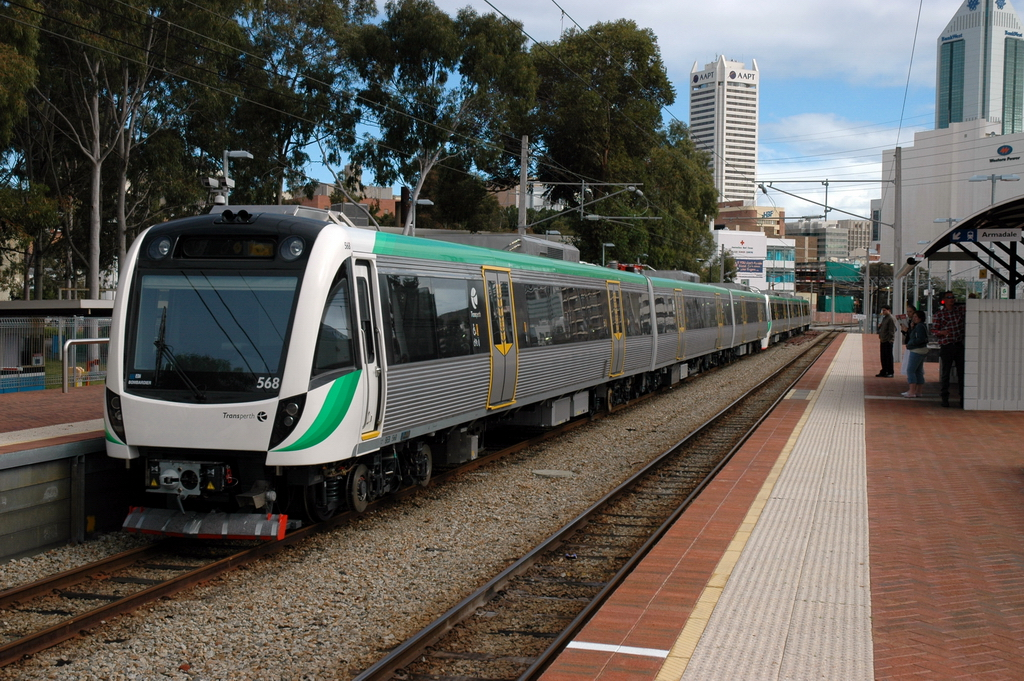
Egy Transperth vonat

Perthnek nemzetközi repülőtere van, mely a hazai helyközi közlekedést is bonyolítja.
A városi forgalmat autóbuszok, vonatok és kompok szolgálják. Az agglomerációba a Transperth vasútvonalai futnak, a távolabbi városokba pedig a Transwa járatai. Az Indian Pacific vasút köti össze Perth városát Adelaide és Sydney városaival. A város teherpályaudvara 15 km-re délkeletre fekszik. A város kikötője a 19 km-re délnyugatra fekvő Fremantle a Swan folyó torkolatánál.

## Sport
A városban, ahogy egész Ausztráliában is, igen népszerű sport a krikett. Perth a székhelye a világ legerősebb krikettbajnokságai közé tartozó Big Bash League egyik csapatának, a Perth Scorchersnek.

## Testvérvárosok
- Houston, Texas, USA (1984)
- Kagosima, Japán (1974)
- Megiszti, Görögország (1984)
- Rodosz, Görögország (1984)
- San Diego, Kalifornia, USA (1987)
- Vasto, Olaszország (1989)